# Piedra Blanca (République dominicaine)
Pour les articles homonymes, voir Piedra Blanca.
Piedra Blanca est une municipalité de la province de Monseñor Nouel, en République dominicaine. Elle se situe à 68 kilomètres de Saint-Domingue, la capitale, et à 15 kilomètres de Bonao. La municipalité couvre 237,95 km2. Sa population est de 23 511 habitants, dont 60 % vivent en zone urbaine et 40 % dans la section rurale.